# Til Ane
Til Ane er det andet studiealbum fra den danske sanger og satiriker Niels Hausgaard. Det blev indspillet i 1974.
Niels Hausgaard påbegyndte indspilningen til LP-albummet, Til Ane, den 7. oktober 1974 i Palle Juuls "Quali Sound Studio" i Sønderholm . De medvirkende musikere på albummet var Kalle Jørgensen, Johs. Berggren og Poul Martin Poulsen . Albummet blev udgivet i marts 1975.
Pladens titel, Til Ane, refererer til Niels Hausgaards kone, som han også har portrætteret på albummets forsidecover . 
På bagsiden af hans anden LP-udgivelse skriver Niels Hausgaard, hvor den vendelmåls dialekt, han synger på, stammer fra: "Dialekten er hentet ca. fire km øst for Hirtshals i området omkring Horne"  
Niels Hausgaard blev et par måneder efter udgivelsen af albummet tildelt ”Lavrids Tetens´ mindelegat” for hans LP-grammofonplade og som en påskønnelse af hans alsidigt kunstneriske virke . 

## Spor
1. "Maries Efterår" - 3:16
2. "Lidt Om Meget" - 2:30
3. "Fiolen" - 2:30
4. "Markarbejde" - 1:39
5. "Til Bal" - 2:10
6. "Klatten" - 1:50
7. "Solnedgang" - 1:48
8. "Anders Og Marie" - 2:30
9. "Harekillingen" - 2:27
10. "Jollefiskersang" - 3:35
11. "Tørrede Issinger" - 2:15
12. "Brev Til Marie" - 4:30
13. "Folketingsvalg 1973" - 1:41
14. "Februar" - 2:22
15. "Ambitioner" - 2:52
16. "Den Bagkloge" - 2:43